# مفصل غیرمتحرک
مفصل غیرمتحرک (انگلیسی: Synarthrosis) یا مفصل لیفی (Fibrous joint) گونه‌ای مفصل است که در آن دو سر استخوان به‌وسیله بافت‌های رشته‌ای به یکدیگر می‌چسبند. این مفاصل فاقد حرکت بوده یا دارای حرکت کمی هستند.
در این مفاصل دو سر استخوان‌ها به توسط غضروف یا رباط به هم متصل شده و عملاً حرکتی بین دو استخوان وجود ندارد مانند مفصل بین استخوان‌های جمجمه.